# Oceania (traghetto)
L'Oceania è stato un traghetto, appartenuto alla Maregiglio dal 1998 al 2005.

## Servizio
Varato il 17 dicembre 1968 nel cantiere navale Mützelfeldtwerft GmbH di Cuxhaven con il nome di Niedersachsen e consegnato il 2 aprile 1969 alla Reederei & Schiffahrts GmbH Grüne Küstenstraße, prende servizio il 1º maggio nei collegamenti tra Brunsbüttel e Cuxhaven insieme al quasi gemello Schleswig-Holstein.
Il 13 giugno 1981, con la soppressione della linea, viene disarmato a Cuxhaven e messo in vendita.
Nel 1984 viene venduto all'armatore greco G. Goutos e, ribattezzato Karistos II, prende servizio nei collegamenti tra Rafina, Karistos e Marmari.
Nel 1987 viene venduto alla Compagnie Tahitienne Maritime e, ribattezzato Moorea Ferry II, prende servizio nei collegamenti tra le isole della Polinesia Francese.
Nel 1989 viene venduto alla società panamense Bouser Marine Service Inc. e, ribattezzato Delfino Azzurro, viene trasferito al Pireo e disarmato.
Nel novembre del 1989 viene venduto alla Nav.Is.Po e, ribattezzato Oceania, prende servizio nei collegamenti tra Pozzuoli ed Ischia.
Nel 1990 viene venduto alla Linee Lauro, continuando ad operare sulla stessa rotta.
Nel 1992 viene trasferito alla Traghetti Pozzuoli.

L'NT Oceania in navigazione verso Ischia nel 1995.

Nel giugno del 1998 viene venduto alla Maregiglio, prendendo servizio il 27 giugno nei collegamenti tra Porto Santo Stefano e Giglio Porto, inizialmente sotto le insegne della  Navalgiglio e, successivamente, sotto quelle della Maregiglio.
Nel 2004, con l'imminente ingresso in flotta del nuovo Giuseppe Rum, viene disarmato a Livorno.
Nel 2005 viene venduto per la demolizione, giungendo ad Aliağa il 20 febbraio, dove viene spiaggiato.

## Navi gemelle
- Sal Rei